# 1191

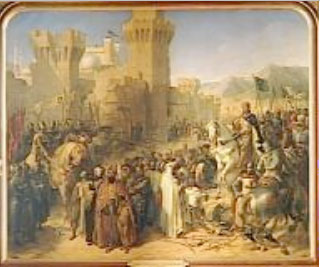
De kruisvaarders nemen Akko in

Het jaar 1191 is het 91e jaar in de 12e eeuw volgens de christelijke jaartelling.

## Gebeurtenissen

### Derde Kruistocht
- Onderweg naar het Heilige Land verovert Richard Leeuwenhart Cyprus en geeft het aan de Tempeliers.
- 20 april - Filips II van Frankrijk komt aan in het Heilige Land, en voegt zich bij de belegeraars in het Beleg van Akko.
- 12 mei - Richard Leeuwenhart trouwt met Berengaria van Navarra.
- 8 juni - Ook Richard komt aan bij Akko.
- 3 juli - De kruisvaarders slaan een bres in de muren van Akko, maar hun aanval wordt ternauwernood afgeslagen.
  - 4 juli - Akko wil zich overgeven, maar Richard stemt niet in met de voorwaarden.
- 12 juli - Na nog een aanval van de kruisvaarders geeft Akko zich over.
- 21 juli - Richard verovert Jaffa en vestigt er zijn hoofdkwartier.

- 7 september - Slag bij Arsoef: Richard verslaat Saladin.

### Overige gebeurtenissen
- Eerste Slag bij Tarain: Prithviraj Chauhan verslaat Muhammad van Ghor.
- Het graafschap Malta wordt gesticht met Margaritus van Brindisi als eerste graaf. (jaartal bij benadering)
- Het Zen boeddhisme wordt vanuit China ingevoerd in Japan.
- 14 april - Hendrik VI wordt tot keizer gekroond.
- Vanwege de te grote concentratie van macht wordt het ambt van sénéchal van Frankrijk door koning Filips II August afgeschaft bij het overlijden van de laatste ambtsdrager, Theobald V van Blois.
- 17 april - De stad Tusculum wordt vernietigd.
- In ruil voor zijn erkenning als graaf van Vlaanderen staat Boudewijn de Moedige Artesië af aan de Franse kroon. Ook Valois komt aan de kroon.
- De stad Bern wordt gesticht.
- De 85-jarige Celestinus III is de oudste paus ooit ten tijde van verkiezing.
- Stefan Nemanjić, grootžupan van Servië, trouwt met de Byzantijnse prinses Eudokia.
- Monniken van Glastonbury Abbey melden de ontdekking van de (vermeende) begraafplaats van Koning Arthur en zijn koningin Guinevere.
- oudst bekende vermelding: Haren, Neerloon, Schadewijk, Tilburg, Valkenswaard

## Opvolging
- Alençon - Jan van Ponthieu opgevolgd door zijn zoon Jan II, op diens beurt opgevolgd door zijn broer Robert I
- Avesnes - Jacob opgevolgd door zijn zoon Wouter II
- Blois en Châteaudun - Theobald V opgevolgd door zijn zoon Lodewijk van Champagne
- Bohemen - Koenraad II Otto opgevolgd door Wenceslaus II
- Brienne - Everhard II opgevolgd door zijn zoon Wouter III
- Châteaudun - Hugo V opgevolgd door zijn zoon Godfried V
- Clermont - Roland I opgevolgd door zijn schoonzoon Lodewijk van Champagne
- patriarch van Constantinopel - Dositheus opgevolgd door Georgius II Xifilinus
- Coucy - Rudolf I opgevolgd door zijn zoon Engelram III
- Eu - Hendrik II opgevolgd door zijn dochter Adelheid
- aartsbisdom Keulen - Filips I van Heinsberg opgevolgd door Bruno III van Berg
- Luik (22 september) - Rudolf van Zähringen opgevolgd door Albert van Leuven
- Monferrato - Willem V opgevolgd door zijn zoon Koenraad
- Moravië en Moravië-Znaim - Koenraad II Otto opgevolgd door Wladislaus Hendrik
- Moravië-Brno - Spytihněv opgevolgd door Wladislaus Hendrik
- Neurenberg - Koenraad II van Raabs opgevolgd door zijn schoonzoon Frederik I
- paus (30 maart) - Clemens III opgevolgd door Giacinto Bobone als Celestinus III
- Perche - Rotrud IV opgevolgd door zijn zoon Godfried III
- Ponthieu - Jan I opgevolgd door zijn zoon Willem II
- Tempeliers (grootmeester) - Robert de Sablé in opvolging van Geraard de Ruddervoorde
- bisdom Terwaan - Desiderius opgevolgd door Lambert II
- Vermandois - Filips van de Elzas opgevolgd door zijn schoonzuster Eleonora
- Vlaanderen - Filips van de Elzas opgevolgd door zijn zuster Margaretha en dier echtgenoot Boudewijn de Moedige van Henegouwen
- Zwaben - Frederik VI opgevolgd door zijn broer Koenraad II

## Afbeeldingen

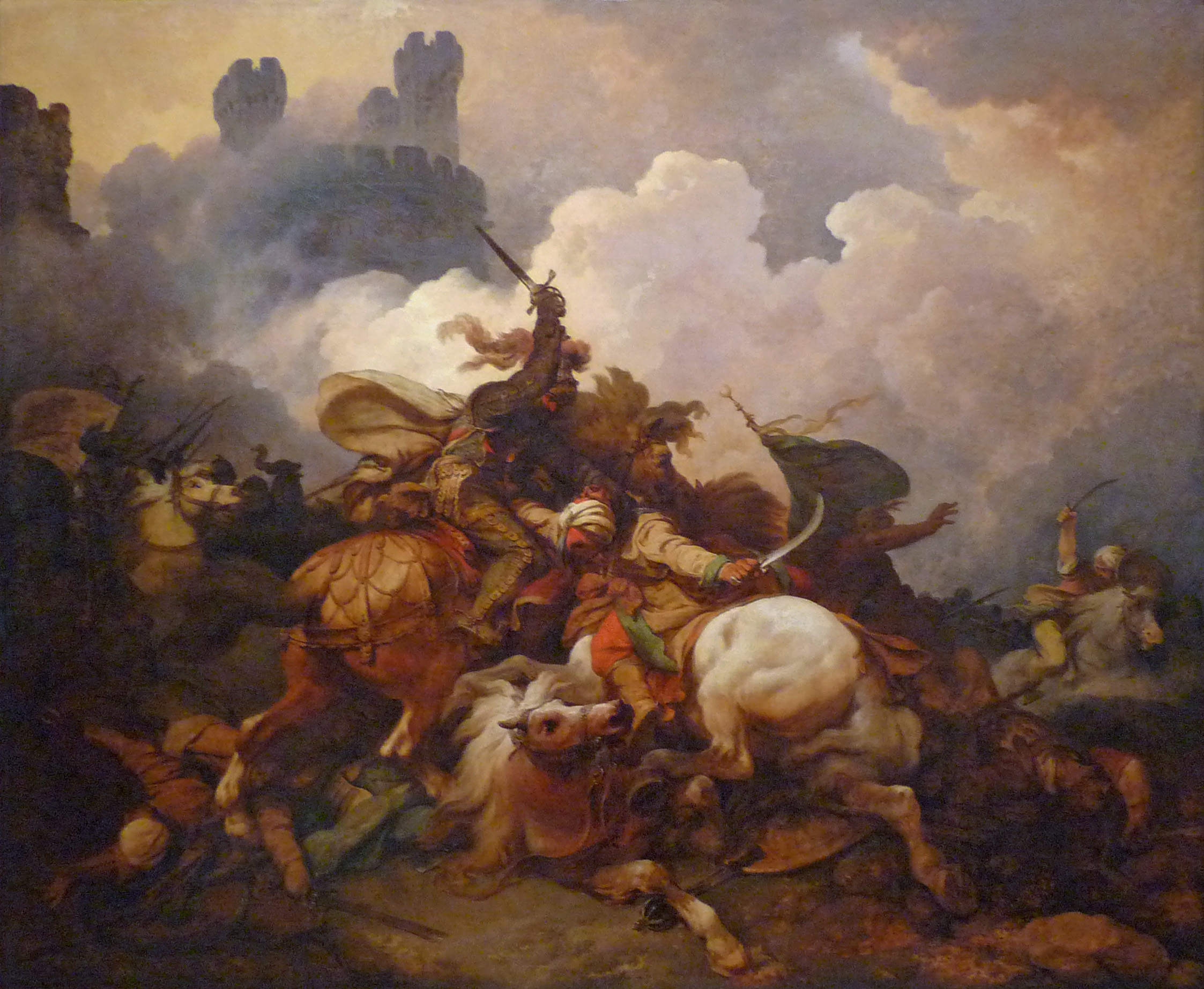
Richard Leeuwenhart valt aan tijdens het Beleg van Akko
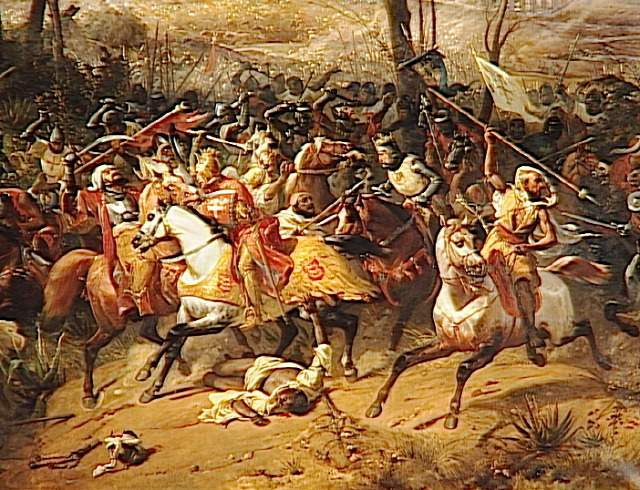
Slag bij Arsoef
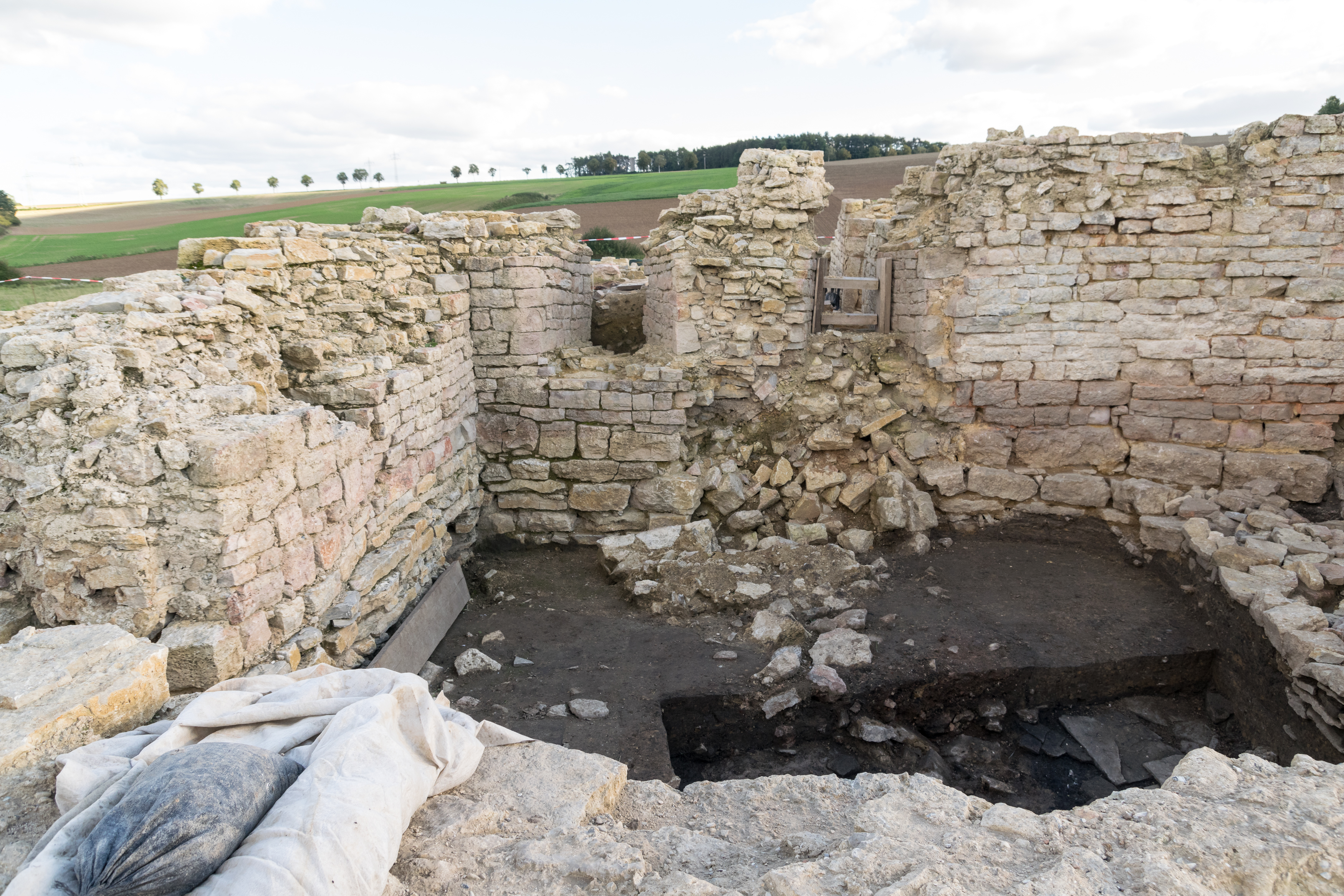
Ruïnes van de Holsterburg, gebouwd 1191
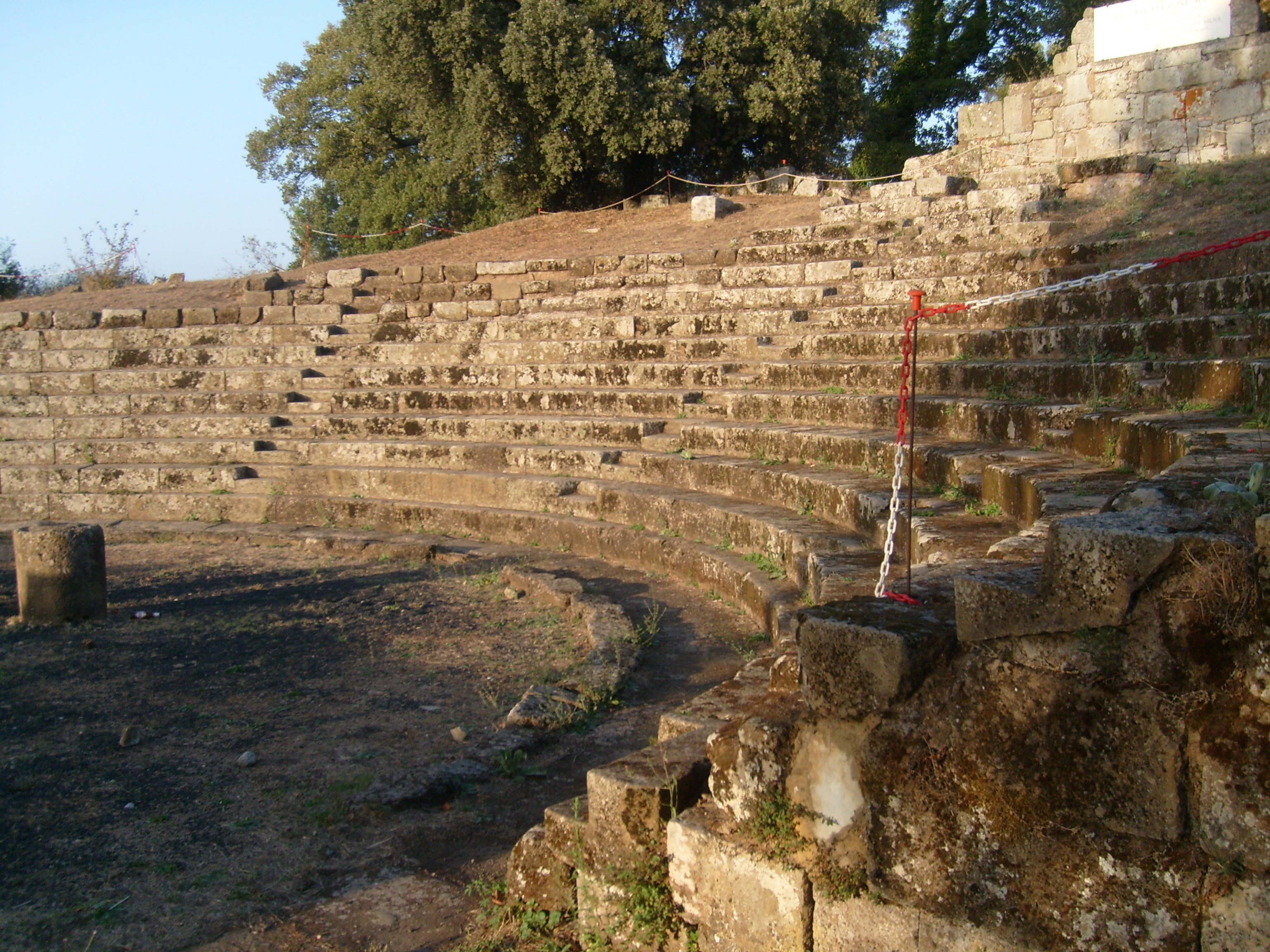
Romeins theater in Tusculum
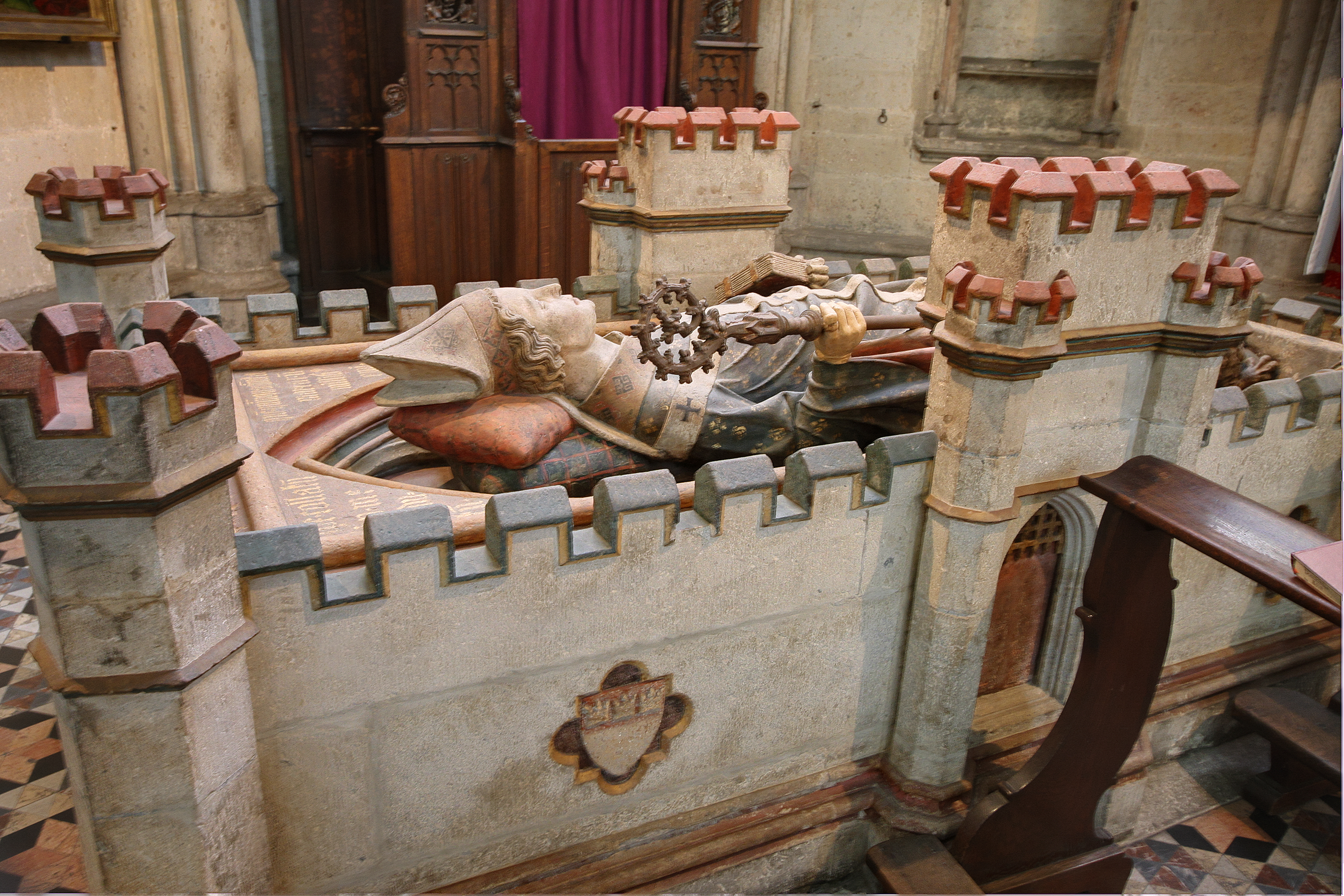
Graf van Filips van Heinsberg

## Geboren
- 8 februari - Jaroslav II, grootvorst van Vladimir (1238-1246)
- Johanna I, gravin van Bourgondië
- Peter I, hertog van Bretagne (1221-1237) (jaartal bij benadering)

## Overleden
januari
- 20 - Frederik VI (~23), hertog van Zwaben (1170-1191) (malaria)

februari
- 8 - Everhard II (~60), graaf van Brienne
- 24 - Jan van Ponthieu, graaf van Alençon

maart
- 27 - Clemens III, paus (1187-1191)

mei
- 6 - Jan II, graaf van Alençon

juni
- 1 - Filips van de Elzas, graaf van Vlaanderen (1168-1191)
- 30 - Jan I (~50), graaf van Ponthieu

juli
- 3 - Albéric Clément, Frans maarschalk

augustus
- 5 - Rudolf van Zähringen, prins-bisschop van Luik
- 13 - Filips I van Heinsberg (~61), aartsbisschop van Keulen (1168-1191)

september
- 7 - Jacob, heer van Avesnes
- 9 - Koenraad II Otto, markgraaf van Moravië (1161/1181-1191) en hertog van Bohemen (1189-1191) (pest)

oktober
- 15 - Roland I, graaf van Clermont

december
- 15 - Welf VI (~76), markgraaf van Toscane (1152-1162)
- 23/28 - Rupert III van Nassau, graaf van Nassau

datum onbekend
- Agnes van Loon, echtgenote van Otto I van Beieren
- Hendrik II, graaf van Eu
- Robrecht van Boves, graaf van Amiens
- Rotrud IV, graaf van Perche
- Rudolf I, heer van Coucy
- Theobald V, graaf van Blois en Châteaudun
- Koenraad II van Raabs, burggraaf van Neurenberg (jaartal bij benadering)
- Willem V, markgraaf van Monferrato (jaartal bij benadering)